# Квирнбах (Пфальц)
Квирнбах (нем. Quirnbach/Pfalz) — община в Германии, в земле Рейнланд-Пфальц.
Входит в состав района Кузель. Подчиняется управлению Глан-Мюнхвайлер. Население составляет 474 человека (на 31 декабря 2010 года). Занимает площадь 6,11 км².